# Aeschropteryx olivata
Aeschropteryx olivata är en fjärilsart som beskrevs av W. Warren 1904. Aeschropteryx olivata ingår i släktet Aeschropteryx och familjen mätare. Inga underarter finns listade i Catalogue of Life.